# Strona fanowska
Strona fanowska, inaczej fanpage – strona internetowa przeznaczona dla osób lubiących danego aktora, grę komputerową, lub program telewizyjny. Oficjalne strony fanowskie zwykle stosują model biznesowy oparty na treściach premium. Niektóre strony fanowskie współpracują z twórcami dzieł, których dotyczą. Strony fanowskie mają wpływ na społeczności zebrane wokół danego dzieła. Część twórców stron fanowskich, używając infrastruktury serwisu społecznościowego takiego jak Facebook, ogranicza koszty związane z działalnością.